# 南昌西站 (地铁)
南昌西站位于中华人民共和国江西省南昌市红谷滩区红角洲街道国铁南昌西站站房下方，是南昌地铁2号线的地铁车站，车站于2017年8月18日和2号线一同启用。

## 车站结构

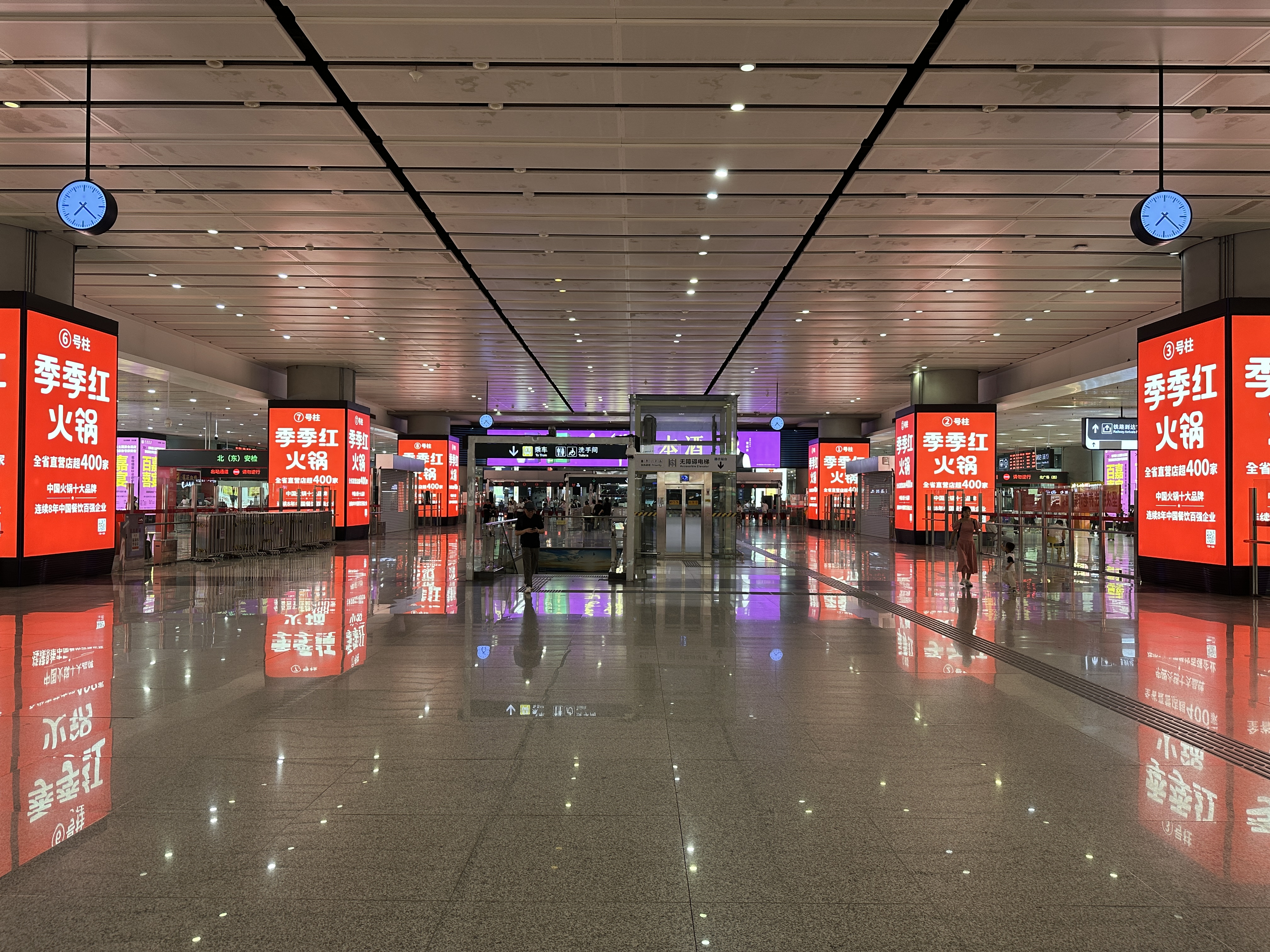
站厅

站厅在地下一层位于国铁南昌西站出站走廊中间，站台在地下二层为岛式站台。
站台在地下二层，为岛式站台。

### 楼层
| -1层 | 铁路到达层 站厅    | 出入口、自动售票机、客服中心 |  |  |
| -2层 |                    | █ 2号线 往南路（西站南广场） |  |  |
|      | 岛式站台，左侧开门 |                              |  |  |
|      |                    | █ 2号线 往南昌东站（龙岗）   |  |  |

### 出入口
南昌西站站厅位于国铁到达层内，因此不设置独立的出入口。

## 夜间接驳快车
本站有2号线夜间接驳快车服务。
|                    |            |    |            |                    |
| 夜间接驳快车       |            |    |            |                    |
| 往生米             | 往生米     | 时 | 往南昌东站 | 往南昌东站         |
| 周五、周末及节假日 | 周一到周四 | 时 | 周一到周四 | 周五、周末及节假日 |
|                    | 53 38      | 23 | 05 20 35   | 35                 |
| 08                 | 08         | 00 |            |                    |

## 历史
- 2010年4月8日南昌市轨道交通二号线一期工程环境影响评价第二次公示，公布了《南昌市轨道交通二号线一期工程环境影响报告书（简本）》文件中本站名为高速客运西站，为2号线一期南起讫站点[4][5]。
- 2011年12月14日2号线一期21个站名公示时本站名为南昌西站，位于国铁南昌西站站房下方[1]。
- 2012年2月9日2号线站名确认，本站名为没有做任何变动[6]。
- 2013年1月30日公示《南昌市城市快速轨道交通线网规划调整》，对2号线延长线方案进行调整，位于国铁南昌西站北下方的2号线终点站南昌西站将延伸到国铁南昌西站南侧设站前南大道站，4号线将移动到此与其换乘并顺接原2号线西延段[7]